# Городское поселение посёлок Горшечное
Городско́е поселе́ние посёлок Горшечное — муниципальное образование в Горшеченском районе Курской области Российской Федерации.
Административный центр — посёлок Горшечное.

## История
Статус и границы городского поселения установлены Законом Курской области от 21 октября 2004 года № 48-ЗКО «О муниципальных образованиях Курской области»

## Население
| 2009  | 2010  | 2011  | 2012  | 2013  | 2014  | 2015  |
| ----- | ----- | ----- | ----- | ----- | ----- | ----- |
| 6284  | ↗6473 | ↘6443 | ↘6291 | ↘6142 | ↘6045 | ↘5965 |
| 2016  | 2017  | 2018  | 2019  | 2020  | 2021  |       |
| ↘5821 | ↘5738 | ↘5628 | ↘5514 | ↘5460 | ↘5329 |       |

## Состав городского поселения
| № | Населённый пункт | Тип населённого пункта      | Население |
| - | ---------------- | --------------------------- | --------- |
| 1 | Богородицкое     | село                        | ↗223      |
| 2 | Горшечное        | пгт, административный центр | ↘5106     |